# Jarmila Horáková
Jarmila Horáková (née le 7 mars 1904 à Prague et morte le 20 janvier 1928  dans la même ville) est une actrice de théâtre et de cinéma tchécoslovaque.

## Biographie
Au théâtre, Jarmila Horáková joue entre autres au Théâtre de Vinohrady, au Théâtre national et au Théâtre des États.

## Filmographie
- 1926 : Pohádka máje de Karl Anton
- 1929 : Paní Katynka z Vajecného trhu de Václav Kubásek (cs)

## Crédit d'auteurs
- (cs) Cet article est partiellement ou en totalité issu de l’article de Wikipédia en tchèque intitulé « Jarmila Horáková » (voir la liste des auteurs).